# Giuliano (calciatore 1990)
Giuliano Victor de Paula, noto semplicemente come Giuliano (Curitiba, 31 maggio 1990), è un calciatore brasiliano, centrocampista dell'Athl. Paranaense.
Possiede anche il passaporto italiano.

## Caratteristiche tecniche
Nel 2010 è stato inserito nella lista dei migliori calciatori nati dopo il 1989 stilata da Don Balón. Centrocampista dinamico è dotato di buona personalità e buona tecnica individuale, gioca prevalentemente come trequartista ma può giocare anche come ala o punta centrale. Dimostra buona abilità nei movimenti, ha un tiro forte e preciso che lo rende specialista nei calci piazzati.

## Carriera

### Club

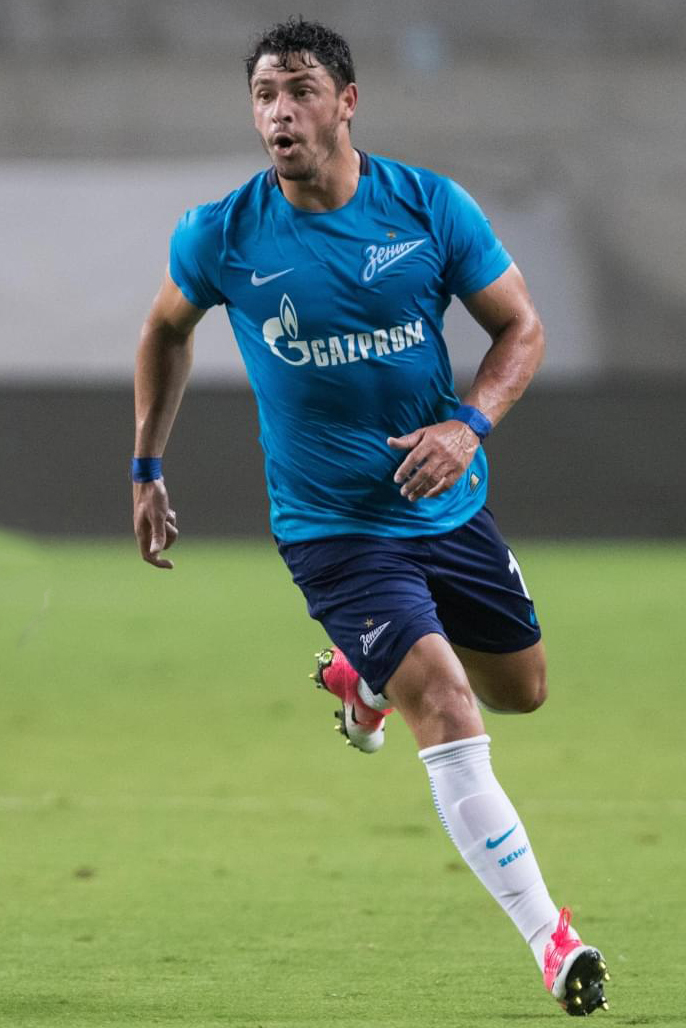
Giuliano in azione con la maglia dello Zenit nel 2017.

Nel 2009 viene acquistato dall'Internacional per 1,5 milioni di euro; successivamente, il 25 gennaio 2011, viene venduto al Dnipro per la cifra di 10 milioni di dollari, firmando un contratto di cinque anni. Il 15 giugno 2014 torna in Brasile, dove firma con il Grêmio. Il 21 luglio 2016 fa il suo ritorno in Europa firmando con i russi dello Zenit San Pietroburgo.

### Nazionale
Fa il suo esordio ufficiale con la nazionale brasiliana il 7 ottobre 2010, in un'amichevole giocata ad Abu Dhabi, contro l'Iran vinta 3-0 dalla Selecao entrando al 61ºesimo al posto di Carlos Eduardo.

## Statistiche

### Presenze e reti nei club
Statistiche aggiornate al 21 aprile 2023.
| Stagione             | Squadra              | Campionato           | Campionato | Campionato | Coppe nazionali | Coppe nazionali | Coppe nazionali | Coppe continentali | Coppe continentali | Coppe continentali | Altre coppe | Altre coppe | Altre coppe | Totale | Totale |
| Stagione             | Squadra              | Comp                 | Pres       | Reti       | Comp            | Pres            | Reti            | Comp               | Pres               | Reti               | Comp        | Pres        | Reti        | Pres   | Reti   |
| -------------------- | -------------------- | -------------------- | ---------- | ---------- | --------------- | --------------- | --------------- | ------------------ | ------------------ | ------------------ | ----------- | ----------- | ----------- | ------ | ------ |
| 2007                 | Paraná               | A                    | 10         | 1          | CB              | 0               | 0               | -                  | -                  | -                  | -           | -           | -           | 10     | 1      |
| 2008                 | Paraná               | B                    | 30         | 5          | CB              | 0               | 0               | -                  | -                  | -                  | -           | -           | -           | 30     | 5      |
| Totale Paraná        | Totale Paraná        | Totale Paraná        | 40         | 6          |                 | 0               | 0               |                    | -                  | -                  |             | -           | -           | 40     | 6      |
| 2009                 | Internacional        | A1/RS+A              | 10+27      | 1+5        | CB              | 0               | 0               | RS+CSB             | 1+1                | 0                  |             | -           | -           | 40     | 6      |
| 2010                 | Internacional        | A1/RS+A              | 13+29      | 3+6        | CB              | 0               | 0               | CL                 | 13                 | 6                  | Cmc         | 2           | 0           | 57     | 15     |
| Totale Internacional | Totale Internacional | Totale Internacional | 79         | 15         |                 | 0               | 0               |                    | 15                 | 6                  |             | 2           | 0           | 96     | 21     |
| mar.-giu. 2011       | Dnipro               | PL                   | 11         | 0          | KU              | 0               | 0               | EL                 | 0                  | 0                  | -           | -           | -           | 11     | 0      |
| 2011-2012            | Dnipro               | PL                   | 24         | 1          | KU              | 1               | 0               | UEL                | 2                  | 0                  | -           | -           | -           | 27     | 1      |
| 2012-2013            | Dnipro               | PL                   | 28         | 9          | KU              | 3               | 1               | UEL                | 9                  | 1                  | -           | -           | -           | 41     | 11     |
| 2013-2014            | Dnipro               | PL                   | 24         | 6          | KU              | 0               | 0               | UEL                | 5                  | 1                  | -           | -           | -           | 29     | 7      |
| Totale Dnipro        | Totale Dnipro        | Totale Dnipro        | 87         | 16         |                 | 4               | 1               |                    | 17                 | 2                  |             | -           | -           | 108    | 19     |
| 2014                 | Grêmio               | PD/RS+A              | 0+17       | 0+1        | CB              | 0               | 0               | CL                 | 0                  | 0                  | -           | -           | -           | 17     | 1      |
| 2015                 | Grêmio               | PD/RS+A              | 14+35      | 5+6        | CB              | 0               | 0               | -                  | -                  | -                  | -           | -           | -           | 49     | 11     |
| 2016                 | Grêmio               | PD/RS+A              | 8+15       | 3+4        | CB              | 0               | 0               | CL                 | 8                  | 0                  | -           | -           | -           | 31     | 7      |
| Totale Grêmio        | Totale Grêmio        | Totale Grêmio        | 89         | 19         |                 | 0               | 0               |                    | 8                  | 0                  |             | -           | -           | 97     | 19     |
| 2016-2017            | Zenit                | PL                   | 28         | 8          | KR              | 2               | 1               | UEL                | 8                  | 8                  | SR          | 0           | 0           | 38     | 17     |
| ago.2018             | Zenit                | PL                   | 2          | 0          | KR              | -               | -               | UEL                | 2                  | 0                  | -           | -           | -           | 4      | 0      |
| Totale Zenit         | Totale Zenit         | Totale Zenit         | 30         | 8          |                 | 2               | 1               |                    | 10                 | 8                  |             | 0           | 0           | 42     | 17     |
| ago.2017-giu.2018    | Fenerbahçe           | SL                   | 30         | 14         | TK              | 4               | 1               | -                  | -                  | -                  | -           | -           | -           | 34     | 15     |
| ago.2018             | Fenerbahçe           | SL                   | 1          | 1          | TK              | -               | -               | UCL                | 2                  | 0                  | -           | -           | -           | 3      | 1      |
| Totale Fenerbahce    | Totale Fenerbahce    | Totale Fenerbahce    | 31         | 15         |                 | 4               | 1               |                    | 2                  | 0                  |             | -           | -           | 37     | 16     |
| 2018-2019            | Al-Nassr             | SPL                  | 30         | 7          | -               | -               | -               | AFC                | 9                  | 8                  | -           | -           | -           | 39     | 15     |
| 2019-2020            | Al-Nassr             | SPL                  | 28         | 11         | -               | -               | -               | AFC                | 2                  | 0                  | SS          | 1           | 0           | 31     | 11     |
| Totale Al-Nassr      | Totale Al-Nassr      | Totale Al-Nassr      | 58         | 18         |                 | -               | -               |                    | 11                 | 8                  |             | 1           | 0           | 70     | 26     |
| 2020-2021            | Istanbul Başakşehir  | SL                   | 23         | 2          | TK              | 4               | 1               | UCL                | 5                  | 0                  | -           | -           | -           | 32     | 3      |
| 2021                 | Corinthians          | PD/RS+A              | 0+21       | 0+3        | CB              | -               | -               | CL                 | -                  | -                  | -           | -           | -           | 21     | 3      |
| 2022                 | Corinthians          | PD/RS+A              | 14+32      | 1+1        | CB              | 9               | 5               | CL                 | 8                  | 0                  | -           | -           | -           | 63     | 7      |
| 2023                 | Corinthians          | PD/RS+A              | 13+2       | 0+0        | CB              | 2               | 0               | CL                 | 2                  | 0                  | -           | -           | -           | 19     | 0      |
| Totale Corinthians   | Totale Corinthians   | Totale Corinthians   | 27+55      | 1+4        |                 | 11              | 5               |                    | 10                 | 0                  |             | -           | -           | 103    | 10     |
| Totale carriera      | Totale carriera      | Totale carriera      | 519        | 104        |                 | 25              | 7               |                    | 75                 | 24                 |             | 3           | 0           | 622    | 135    |

### Cronologia presenze e reti in nazionale
| Cronologia completa delle presenze e delle reti in nazionale ― Brasile | Cronologia completa delle presenze e delle reti in nazionale ― Brasile | Cronologia completa delle presenze e delle reti in nazionale ― Brasile | Cronologia completa delle presenze e delle reti in nazionale ― Brasile | Cronologia completa delle presenze e delle reti in nazionale ― Brasile | Cronologia completa delle presenze e delle reti in nazionale ― Brasile | Cronologia completa delle presenze e delle reti in nazionale ― Brasile | Cronologia completa delle presenze e delle reti in nazionale ― Brasile |
| Data                                                                   | Città                                                                  | In casa                                                                | Risultato                                                              | Ospiti                                                                 | Competizione                                                           | Reti                                                                   | Note                                                                   |
| ---------------------------------------------------------------------- | ---------------------------------------------------------------------- | ---------------------------------------------------------------------- | ---------------------------------------------------------------------- | ---------------------------------------------------------------------- | ---------------------------------------------------------------------- | ---------------------------------------------------------------------- | ---------------------------------------------------------------------- |
| 7-10-2010                                                              | Abu Dhabi                                                              | Iran                                                                   | 0 – 3                                                                  | Brasile                                                                | Amichevole                                                             | -                                                                      | 61’                                                                    |
| 11-10-2010                                                             | Derby                                                                  | Brasile                                                                | 2 – 0                                                                  | Ucraina                                                                | Amichevole                                                             | -                                                                      | 65’                                                                    |
| 26-5-2012                                                              | Amburgo                                                                | Brasile                                                                | 3 – 1                                                                  | Danimarca                                                              | Amichevole                                                             | -                                                                      | 82’                                                                    |
| 30-5-2012                                                              | Landover                                                               | Stati Uniti                                                            | 1 – 4                                                                  | Brasile                                                                | Amichevole                                                             | -                                                                      | 89’                                                                    |
| 9-6-2012                                                               | East Rutherford                                                        | Argentina                                                              | 4 – 3                                                                  | Brasile                                                                | Amichevole                                                             | -                                                                      | 60’                                                                    |
| 11-10-2012                                                             | Malmö                                                                  | Brasile                                                                | 6 – 0                                                                  | Iraq                                                                   | Amichevole                                                             | -                                                                      | 82’                                                                    |
| 16-10-2012                                                             | Breslavia                                                              | Brasile                                                                | 4 – 0                                                                  | Giappone                                                               | Amichevole                                                             | -                                                                      | 77’                                                                    |
| 14-11-2012                                                             | East Rutherford                                                        | Brasile                                                                | 1 – 1                                                                  | Colombia                                                               | Amichevole                                                             | -                                                                      | 89’                                                                    |
| 6-9-2016                                                               | Manaus                                                                 | Brasile                                                                | 2 – 1                                                                  | Colombia                                                               | Qual. Mondiali 2018                                                    | -                                                                      | 71’ 90’                                                                |
| 6-10-2016                                                              | Natal                                                                  | Brasile                                                                | 5 – 0                                                                  | Bolivia                                                                | Qual. Mondiali 2018                                                    | -                                                                      | 76’                                                                    |
| 11-10-2016                                                             | Mérida                                                                 | Venezuela                                                              | 0 – 2                                                                  | Brasile                                                                | Amichevole                                                             | -                                                                      | 83’                                                                    |
| 9-6-2017                                                               | Melbourne                                                              | Brasile                                                                | 0 – 1                                                                  | Argentina                                                              | Amichevole                                                             | -                                                                      | 81’                                                                    |
| 13-6-2017                                                              | Melbourne                                                              | Australia                                                              | 0 – 4                                                                  | Brasile                                                                | Amichevole                                                             | -                                                                      | 78’                                                                    |
| 10-11-2017                                                             | Lilla                                                                  | Giappone                                                               | 1 – 3                                                                  | Brasile                                                                | Amichevole                                                             | -                                                                      | 80’                                                                    |
| Totale                                                                 |                                                                        | Presenze                                                               | 14                                                                     |                                                                        | Reti                                                                   | 0                                                                      |                                                                        |

## Palmarès

### Club

#### Competizioni nazionali
- Campionato saudita: 1

Al Nassr: 2018-2019
- Supercoppa saudita: 1

Al Nassr: 2019
- Campeonato Brasileiro Série B: 1

Santos: 2024

### Nazionale
- Campionato sudamericano Under-20: 1

Venezuela 2009

### Individuale
- Pallone di bronzo del Mondiale Under-20: 1

Egitto 2009
- Equipo Ideal de América: 1

2010
- Capocannoniere della UEFA Europa League: 1

2016-2017 (8 gol, a pari merito con Edin Dzeko)